# Дионисий (Сифнеос)
Митрополи́т Диони́сий (греч. Μητροπολίτης Διονύσιος, в миру Дими́триос Сифне́ос греч. Δημήτριος Σιφναίος; род. 14 декабря 1954, Афины) — епископ Элладской православной церкви, митрополит Закинфский (с 2011).

## Биография
Родился 17 декабря 1954 года в Афинах, где в 1976 году окончил Ризарийскую богословскую школу. После учился в Патмиаде (Πατμιάδα Εκκλησιαστική Σχολή), в Высшей духовной школе Афин (Ανωτέρα Εκκλησιαστική Σχολή Αθηνών) и на богословском факультете Аристотелевского университета в Салониках, в котором получил степень в 1983 году.
14 августа 1977 года епископом Додонским Хризостомом (Синетосом) был пострижен в монашество в Успенском монастыре Пендели и 15 августа рукоположен в сан иеродиакона. 17 декабря 1983 года был рукоположен в сан иеромонаха и возведён в достоинство архимандрита.
10 мая 2010 года Священным синодом иерархии Элладской православной церкви, по предложению архиепископа Афинского Иеронима (Лиаписа), был избран (54 голоса из 69 избирателей) для рукоположения в сан епископа Фотикийского, викария Афинской архиепископии (архимандрит Константин (Рамиотис) получил 1 голос, архимандрит Георгий (Рембелос) — 0 голосов; 13 бюллетеней было пустыми и 1 — недействительным). Хиротония состоялась 13 мая 2010 года в соборе святого Николая (Ιερό Ναό Αγίου Νικολάου Καισαριανής).
7 октября 2011 года был избран (53 голосами из 79 избирателей) митрополитом Закинфским (архимандрит Тимофей (Анфис) получил 24 голоса и архимандрит Агафангел (Коклас) — 0 голосов; 2 бюллетеня были пустыми).